# Grup Cogul
El Grup Cogul fou un col·lectiu de sis artistes lleidatans d'avantguarda creat l'any 1964 i dissolt l'any 1965. El formaren Víctor Pérez i Pallarés, Ernest Ibàñez Neach, Albert Coma Estadella, Albert Vives i Iglésias, Àngel Jové i Jové i Jaume Minguell i Miret. Per bé que a vegades s'havia inclòs al targarí Lluís Trepat i Padró al grup, aquest mai no en va formar part, sinó que tradicionalment és considerat com un artista que exercí una gran influència i inspiració al conjunt d'artistes.
Presentat a la Cambra de Comerç de Lleida el 14 de març de 1964, el col·lectiu tingué una vida curta però intensa, durant la qual els seus membres treballaren fortament influenciats per les tendències informalistes i no-figuratives pròpies de l'avantguarda dels anys seixanta del segle xx. Val a dir, però, que tot i tenir una certa unitat genèrica, cadascun dels sis artistes que formaven part del col·lectiu mantenia el seu estil propi, força identificable en les obres que cadascun aportava a les exposicions col·lectives que realitzaren.

## Exposicions destacades
1964
- 14 de març: Exposició de presentació a la cambra de comerç de Lleida
- 6-12 abril: Saló d'exposicions del palau provincial de Saragossa, Fundació Fernando el Católico
- 15-25 maig: Palau dels Marquesos de la Floresta, Tàrrega
- 30 maig - 20 juny: III Premi Joan Miró (el grup obtingué una menció especial)
- 1-10 novembre: Cercle de Belles Arts, Lleida
- 14 novembre - 5 desembre: Cercle Artístic de Sant Lluc, Barcelona

1965
- Cercle Artístic de Sant Lluc, Barcelona